# Aéroport d'Abadan
L'aéroport d'Abadan (code IATA : ABD • code OACI : OIAA) est un aéroport desservant la ville d'Abadan, en Iran.
Lors de la Seconde Guerre mondiale, l'aéroport fut utilisé comme base militaire par les États-Unis.

## Situation
| Sārī Dasht-é Naz Golfe · persique Téhéran-MehrabadTéh.-Mehrabad Mechhed Téhéran-KhomeiniTéh.-Khomeini Chiraz Kish Ahvaz Ispahan Tabriz Bandar · Abbas Kerman Yazid Abadan Kermanchah Zahedan Bouchehr Qechm Ourmieh Racht Birjand Chabahar Lamerd |

## Compagnies et destinations
| Compagnies           | Destinations                                                           |
| -------------------- | ---------------------------------------------------------------------- |
| Iran Air             | Ispahan-S. Beheshti, Chiraz-Shahid Dastghaib, Téhéran-Mehrabad         |
| Iran Air Tours       | Téhéran-Mehrabad                                                       |
| Iran Aseman Airlines | Ispahan-S. Beheshti, Koweït, Chiraz-Shahid Dastghaib, Téhéran-Mehrabad |
| Kish Air             | Île de Kish, Téhéran-Mehrabad                                          |
| Qeshm Air            | Mechhed-Shahid H. Nejad, Téhéran-Mehrabad                              |
| Taban Air            | Ispahan-S. Beheshti                                                    |
| Zagros Airlines      | Mechhed-Shahid H. Nejad, Téhéran-Mehrabad                              |

Édité le 03/01/2019